# Liste der Mitglieder der National Academy of Sciences/1960
Im Jahr 1960 wählte die National Academy of Sciences der Vereinigten Staaten 39 Personen zu ihren Mitgliedern.

## Neugewählte Mitglieder
- Herbert L. Anderson (1914–1988)
- Allen V. Astin (1904–1984)
- Nicolaas Bloembergen (1920–2017)
- Alfred T. Blomquist (1906–1977)
- Henry G. Booker (1910–1988)
- Armin C. Braun (1911–1986)
- Edmond Brun (1898–1979)
- Owen Chamberlain (1920–2006)
- Norman Davidson (1916–2002)
- William Feller (1906–1970)
- Herbert Friedman (1916–2000)
- Robert Galambos (1914–2010)
- Murray Gell-Mann (1929–2019)
- Donald R. Griffin (1915–2003)
- Herbert S. Gutowsky (1919–2000)
- Bernhard Haurwitz (1905–1986)
- Hollis D. Hedberg (1903–1988)
- Karl F. Herzfeld (1892–1978)
- Cyril Hinshelwood (1897–1967)
- Carl Hovland (1912–1961)
- Robert J. Huebner (1914–1998)
- Augustus B. Kinzel (1900–1987)
- Lev Landau (1908–1968)
- Luis F. Leloir (1906–1987)
- Salvador Edward Luria (1912–1991)
- Daniel Mazia (1912–1996)
- Stanford Moore (1913–1982)
- Theodore T. Puck (1916–2005)
- Roger W. Sperry (1913–1994)
- William H. Stein (1911–1980)
- Wilson Stone (1907–1968)
- Gilbert Stork (1921–2017)
- Richard Tousey (1908–1997)
- Jerome B. Wiesner (1915–1994)
- Gordon R. Willey (1913–2002)
- Carroll M. Williams (1916–1991)
- Olin C. Wilson (1909–1994)
- Clinton N. Woolsey (1904–1993)
- Antoni Zygmund (1900–1992)